# Carreratge
El sistema del carreratge va ser un dret segons el qual una població subjecta a baronia passava a formar part («carrer i cos») d'una població reial i n'adquiria el seu veïnatge, així com els seus privilegis, que va funcionar als territoris de la Corona d'Aragó durant els segles xiv i xv.
Aquesta institució es va veure afavorida per les circumstàncies de l'època, un moment en què les ciutats veien el seu entorn rural com quelcom indispensable i comencen a adquirir-lo mitjançant diversos mètodes per expandir-se territorialment, a través de llur ingerència en la seva demarcació com a capital socioeconòmica i regió administrativa. El cas paradigmàtic fou el de la ciutat de Barcelona, amb nombroses poblacions que van passar a ser anomenats «carrers de Barcelona», si bé va ser un dret emprat per moltes ciutats com ara Igualada, Balaguer, Cervera, Girona, Lleida, Perpinyà, Tortosa, València, Vic, Vilafranca o Xàtiva.

## Inclusió com apoble de contribució
Pel sistema del carreratge un carrer o població que gaudien d'aquest dret passaven a denominar-se com a poble de contribució de la ciutat receptora. Per a convertir-se en carrer d'una ciutat calia, primerament, redimir-se del senyor feudal de la localitat i, després, pactar amb la població que l'acollia un preu que s'hauria de pagar durant un temps, així com l'obligació de prendre part en hosts i cavalcades, la franquesa en mercats i el dret de ser defensada a través del sistema del sometent. En alguns casos era el rei qui atorgava aquest privilegi. Si bé, el rei va fer-ho segons els seus propis interessos, perquè el carreratge significava una disminució de la potestat reial, la ciutat acollidora prenia possessió d'aquella vila o lloc, i normalment només li interessava quan treia una jurisdicció als nobles o a l'Església que abans havia estat reial. Hi hagué casos, fins i tot, el mateix senyor s'hi emparava juntament amb els seus vassalls, però el més comú era que fossin veïns els qui ho demanaven.
El carreratge va sobreviure fins al segle xviii. Va tenir èxit a l'hora de consolidar el territori no senyorial, però, tanmateix, en certs casos, les ciutats que acollien aquestes viles o llocs sota la seva jurisdicció, no sempre podien deslliurar-los del poder feudal.

## Carreratge de Barcelona
L'atorgament del títol de carrer i braç de Barcelona disposava que tots els veïns poguessin gaudir de tots els privilegis, llibertats, gràcies, franqueses, usos i costums que havien estat concedits a la ciutat de Barcelona. Moltes d'aquestes poblacions incorporen les armes de Barcelona als seus escuts municipals actuals per mostrar aquesta distinció. Trobem així escrita la designació de Mataró com a carrer de Barcelona al segle XV: "La ciutat de Barchinona... pres possessió del castell e terme de Materó axí com a carrer de la dita ciutat per concessió del senyor rey e per rahó de carreratge fou presa la dita possessió" Ardits, i, 238 (a. 1425).

Altrament, diverses poblacions del Principat varen rebre aquest títol i incorporaren els emblemes barcelonins als seus escuts, com ara:

Barcelona
Montornès del Vallès (1342)
La Garriga (1357)
Igualada (1381)
Vilamajor (1384)
Les Franqueses del Vallès (1384)
Moià (1384)
Santpedor (1400)
Tona (1401)
Granollers (1418)
Vilanova i la Geltrú (1418)
Cubelles (1418)
Mataró (1425)
Caldes de Montbui (1445)
Cambrils (1449)
Badalona (1472)
Lliçà d'Amunt (1490)
L'Ametlla del Vallès (1490)